# منادیون
منادیون (به انگلیسی: Menadione) یک ترکیب شیمیایی با شناسه پاب‌کم ۴۰۵۵ است. شکل ظاهری این ترکیب، بلورهای زرد روشن است.